# Conophyma pravdini
Conophyma pravdini is een rechtvleugelig insect uit de familie Dericorythidae. De wetenschappelijke naam van deze soort is voor het eerst geldig gepubliceerd in 1968 door Stolyarov.